# Görvälns skulpturpark

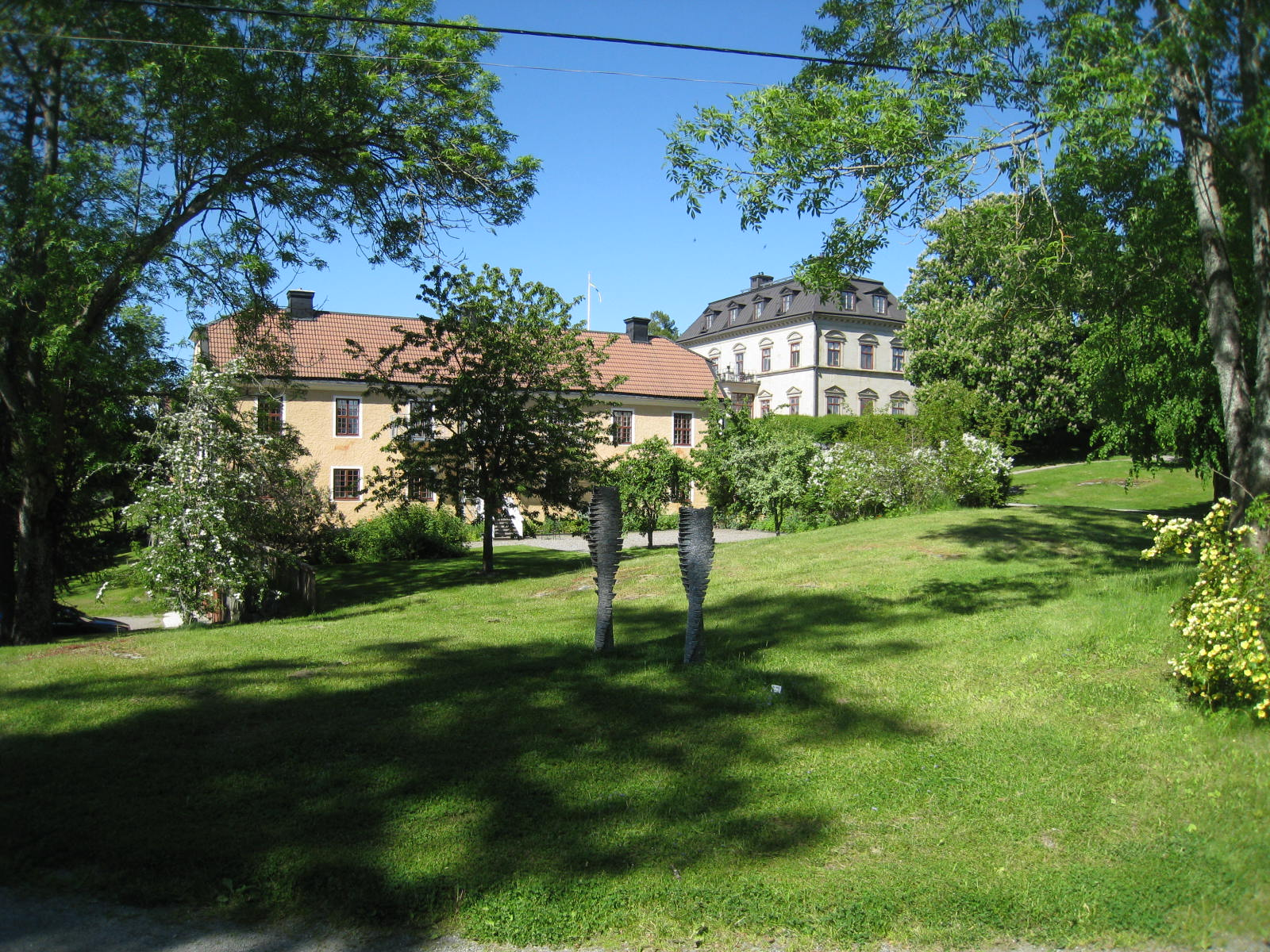
Görvälns skulpturpark med slott, den ena flygeln och skulpturparken.

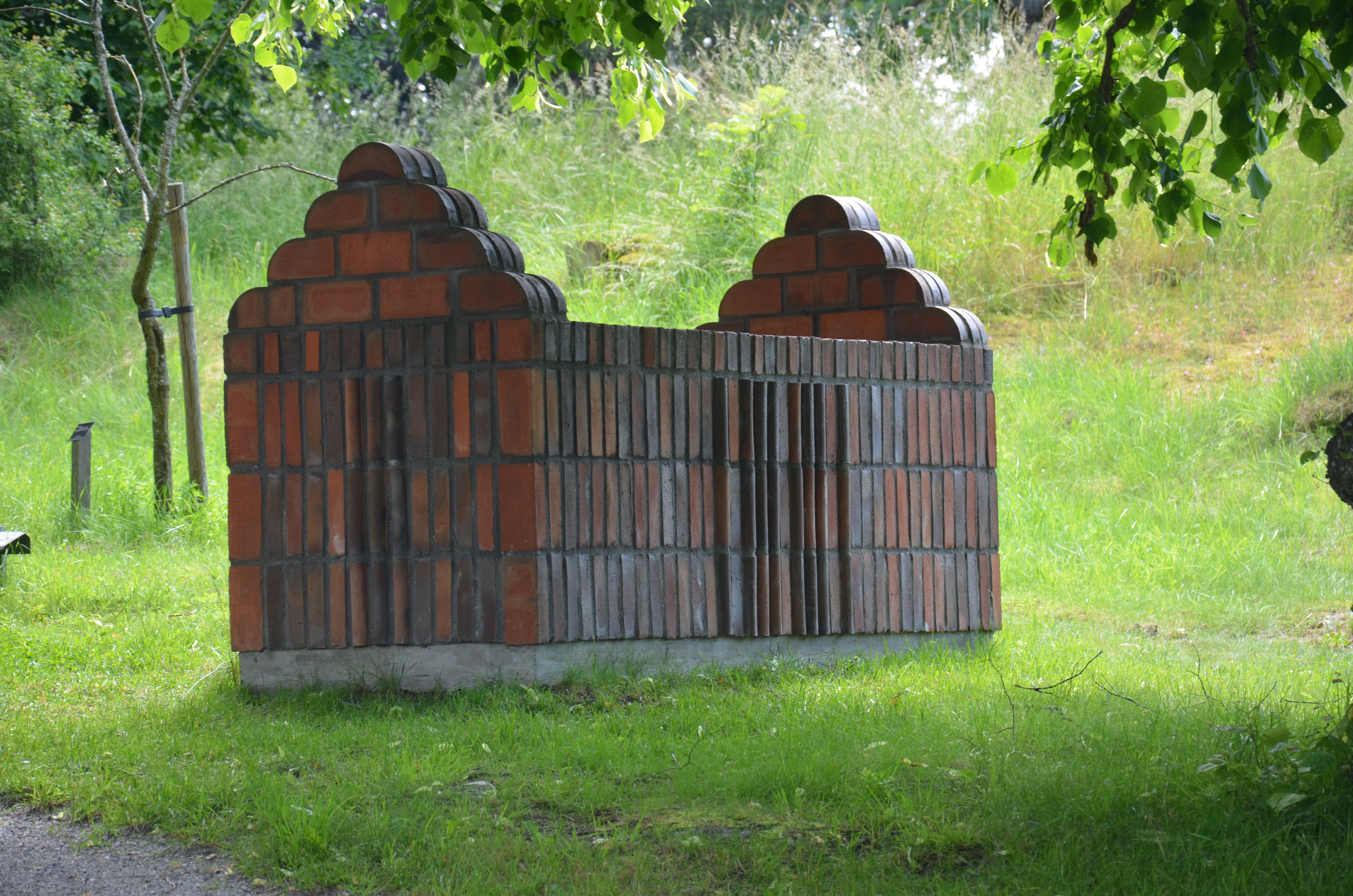
Ulla Viotti, Bibliotek-Sarkofag (2008).

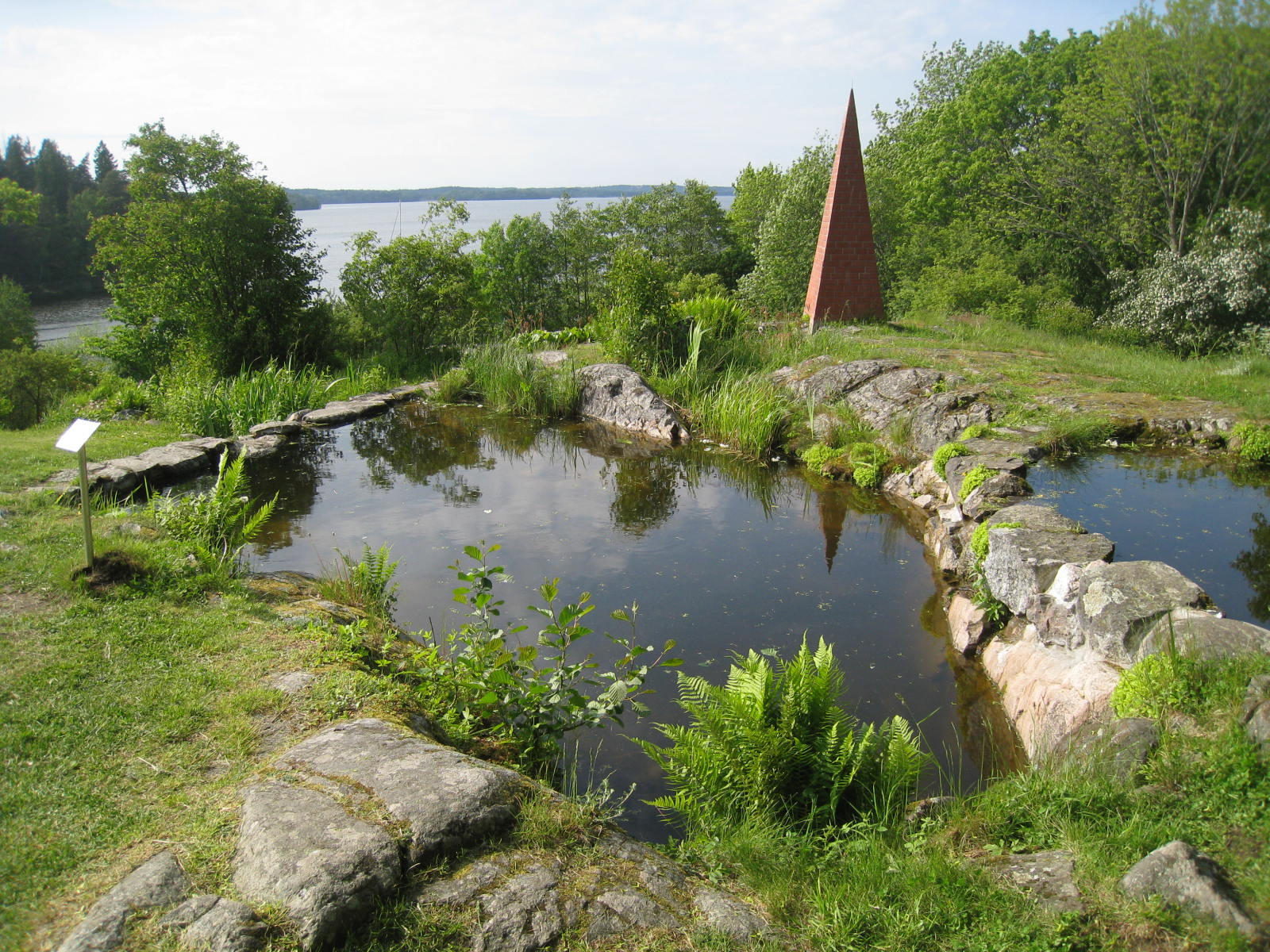
Skulpturen "Monolit" ingår i serien "Nya Arkadien" av Sten Dunér (född 1931), placerades i Görvälns skulpturpark 1998. År 1997 mottog Sten Dunér Görvälns kulturpris.

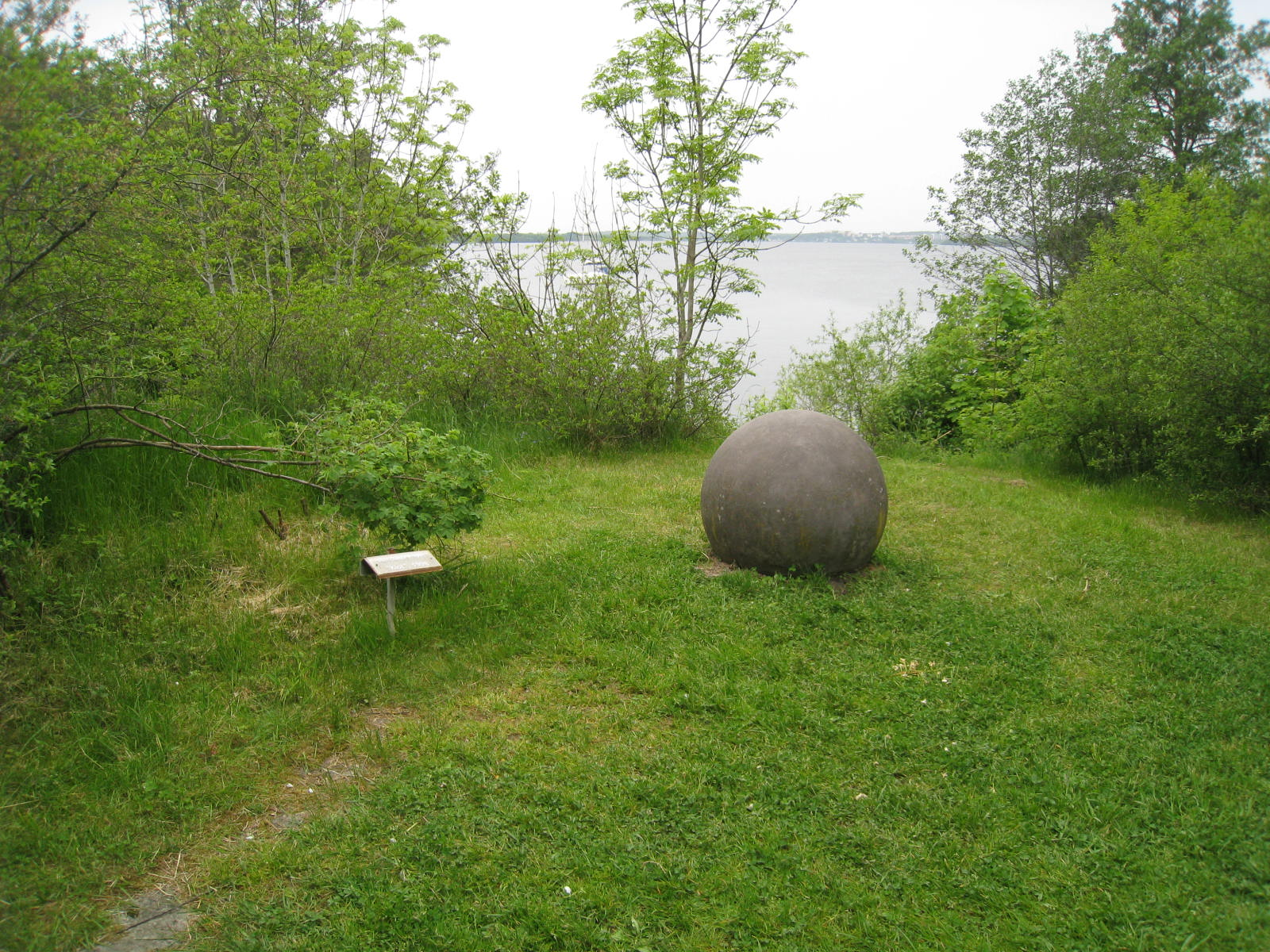
Skulpturen "Klot" ingår i serien "Nya Arkadien" (1998) av Sten Dunér.

Görvälns skulpturpark är en skulpturutställning i Görvälns slottspark vid Görvälns slott i Järfälla kommun i Stockholms län. Skulpturparken ligger inom Görvälns naturreservat, som är cirka 9 km2 stort, och den ligger mellan Jakobsberg och Mälaren. I anslutning till slottet ligger skulpturparken. Görvälndagen äger rum varje år den 6 juni i Görvälns skulpturpark. Då anordnar Järfälla kommun i samarbete med Järfälla hembygdsförening Görvälndagen, som sammanfaller med nationaldagen. 

## Permanent utställning
I anslutning till parken vid Görvälns slott ligger skulpturparken med sexton permanenta konstverk. Skulpturparken har fri entré och är öppen året runt. I Görvälns skulpturpark finns skulpturer av samtida konstnärer permanent uppställda, inköpta av Järfälla kommun med finansiellt stöd av lokala företag.
Sedan 1996 har kommunen arrangerat och köpt in skulpturer för placering i skulpturparken vid Görvälns slottspark. 
I slottsparken fick också ett arboretum, en trädsamling, med 150 olika träd och buskar från hela världen samt ett Naturum. Järfälla Kultur ansvarar för konstnärlig utsmyckning vid nybyggnader och ombyggnader i Järfälla kommun. Ett hundratal verk pryder skolor och offentliga platser i Järfälla. Fyra verk av Torsten Renqvist i Björkebyskolan är kanske det mest kända och omtalade verket. I Björkebyskolan finns skulpturer av Torsten Renqvist i trä, till exempel Kattmamma (1969), Naturalieskåp (1970) och Tre apor, icke höra det onda, icke tala det onda, icke... (1974).
Det är tack vare Görvälns kulturpris och samfinansiering med Allba Asset Management och Järfälla kommun som det sedan 1998 varit möjligt att tillföra slottsparken permanenta konstverk. Ytterligare företag har från 2002 engagerat sig i skulpturparken, bland andra byggföretaget JM med etablering i Kallhäll. JM AB är projektutvecklare, byggherre och byggentreprenör av bostäder och bostadsområden. Företaget grundades 1945 som John Mattsons Byggnads AB av byggnadsingenjören John Mattson. För närvarande består Görvälns skulpturpark av sammanlagt sjutton verk av tretton konstnärer.
År 1997 instiftade Saab AB i Järfälla Görvälns kulturpris i syfte att stödja intressanta projekt på kulturområdet som utvecklar Görvälns slottspark med omgivningar. Man ville utveckla slottsparken med tanke på dess betydelse som kultur- och naturcentrum för Järfällaborna. Priset kan stödja idéer eller pågående arbeten, men även belöna redan genomförda projekt, betonas det i stadgarna. Såväl enskilda personer som sammanslutningar av personer kan tilldelas priset. Priset kan tillfalla till exempel en förening eller en informell samarbetsgrupp.
Görvälns kulturpris är förutsättningen för tillkomsten av skulpturparken kring Görvälns slott. De konstnärer som har tilldelats Görvälns kulturpris har fått skulpturer placerade permanent i parken. Priset delas ut på Görvälndagen, den 6 juni, varje år. Den första som mottog Görvälns kulturpris var konstnären Sten Dunér, som tilldelades priset 1997.
I Görvälns slottspark arrangeras en skulpturutställning varannan sommar.

## Skulpturutställningar
Järfälla kommun har sedan 1996 arrangerat skulpturutställningar vid Görväln. När utställningsverksamheten inleddes så var det i samarabete med Skulptörförbundet och vid de fyra första utställningarna vid Görväln deltog konstnärer från förbundet. Skulptörförbundet grundades 1975 och består idag av 280 konstnärer. I den offentliga miljön är deras verk till för oss alla. Skulpturen i det öppna rummet är viktig och förbundet har under åren deltagit i och arrangerat ett stort antal utställningar i parker, slott, gallerier i olika delar av landet och utomlands. Olika miljöer kan berikas av skulpturer och annat skulpturalt arbete.

### Sommarutställning 23 maj - 13 september 2015
Under sommaren 2015 uppmärksammar Järfälla kommun Skulptörförbundets 40-årsjubileum. Jubileet manifesteras med flera utställningar runt om i landet. I Görvälns slottspark visas verk av åtta medlemmar från förbundet. Utställningen invigdes lördagen 23 maj kl 14.00. 2015 års utställning är den elfte i ordningen. När utställningsverksamheten inleddes så var det i samarabete med Skulptörförbundet och vid de fyra första utställningarna vid Görväln deltog konstnärer från förbundet.
Deltagande konstnärer är Marylyn Gierow, Ulf Lorensson, Kajsa Mattas, Birgitta Muhr, Thomas Qvarsebo, Edita Rydhag, Iréne Vestman och Amalia Årfelt.

## Skulpturparken
Några av de permanenta skulpturerna i Görvälns skulpturpark och årtalen när konstverken invigdes är följande:
- Maria Lilja: Dubblering (2013) och Tvillingväg (2013)
- Eva Lange: La Linda (2010), Huset (2012)
- Lars Hofsjö och Lars Möller: Skvallerspegel (2011)
- Ulla Viotti: Bibliotek-Sarkofag (2008)
- Lennart Källström: Moment (2007)
- Simon Häggblom och Karin Lind: Pinupporna och abbotens lustar (2007)
- Maria Ängquist Klyvare: Ögat (2005)
- Britt-Ingrid Persson: På fruset vatten (2003)
- Hanns Karlewski: Torii (2001)
- Marga Hage: Molekylär form (1999)
- Sten Dunér: Nya Arkadien, 6 objekt (1998)

### Bilder, permanenta skulpturer i urval

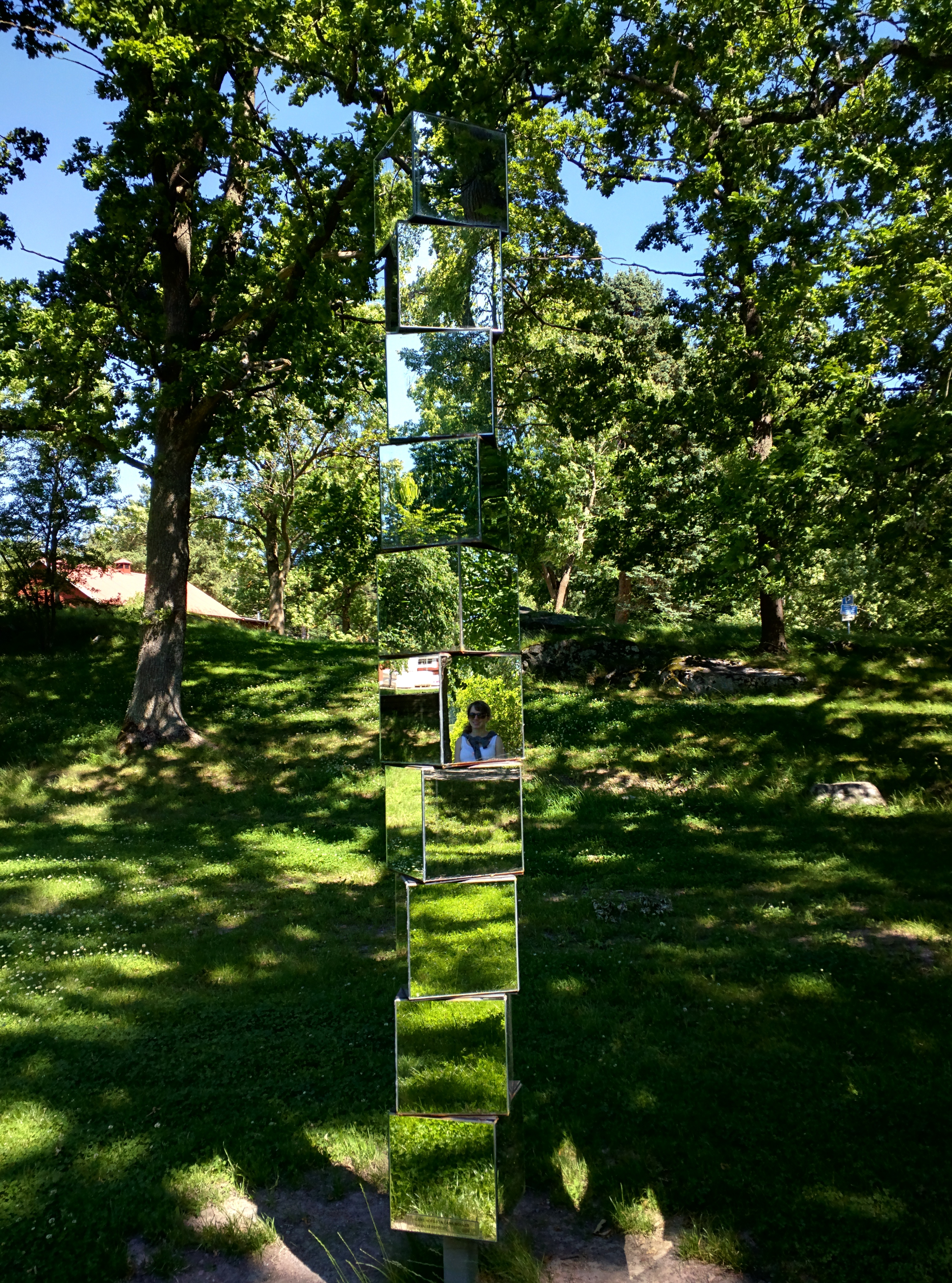
Lars Hofsjö och Lars Möller, “Skvallerspegel”, (2011).
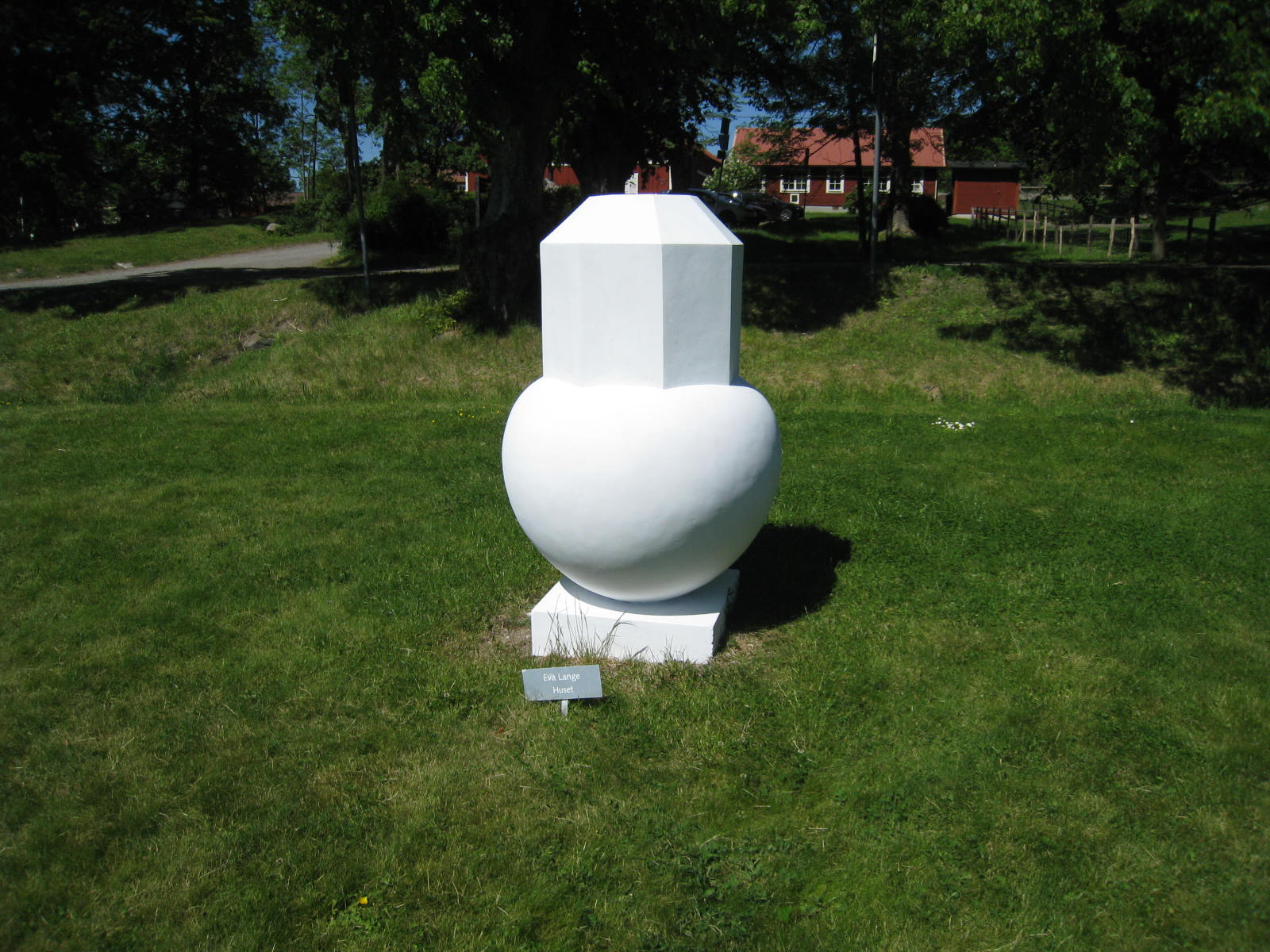
Eva Lange, Huset  (2012).
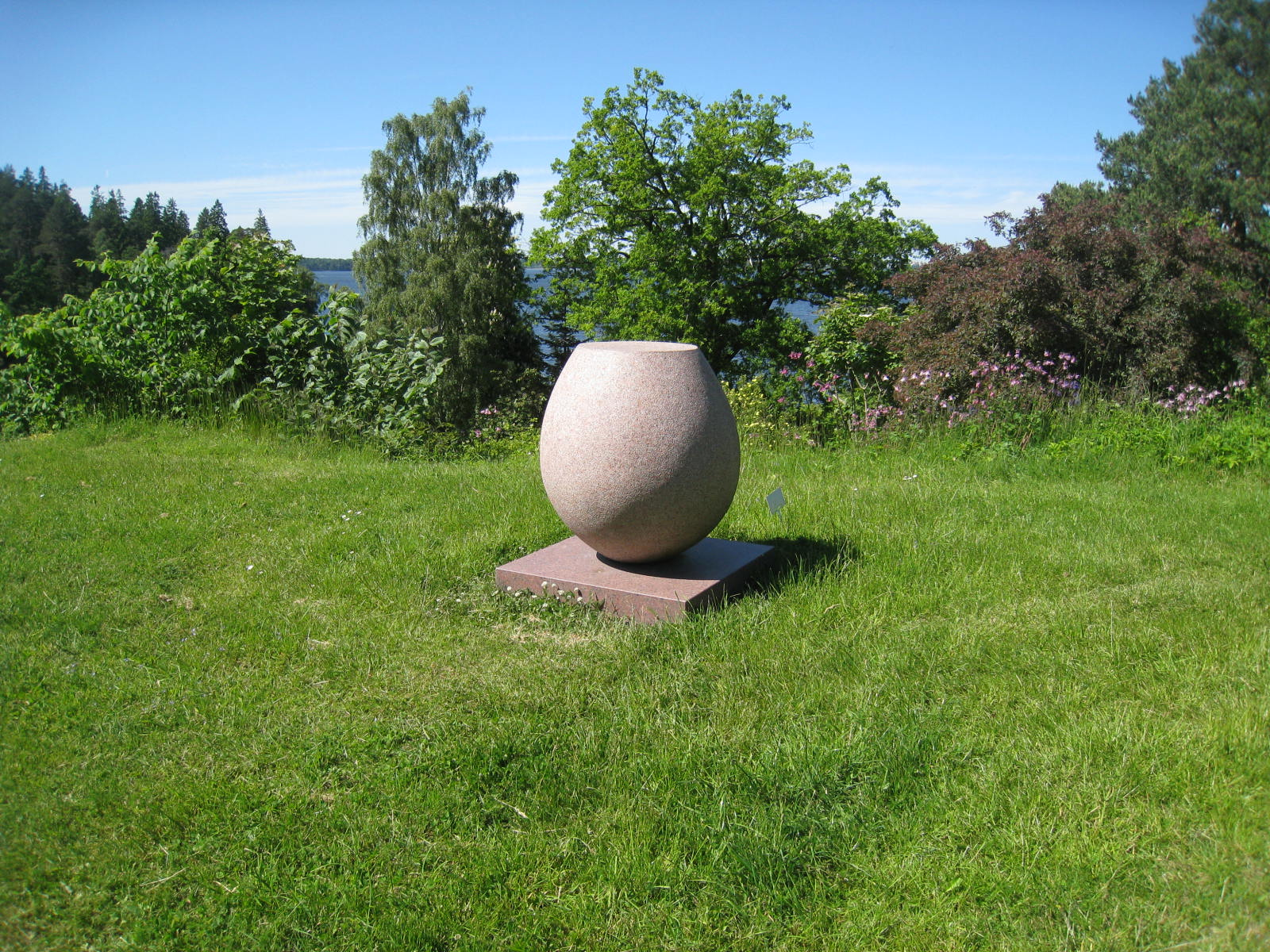
Eva Lange, La Linda (2010)
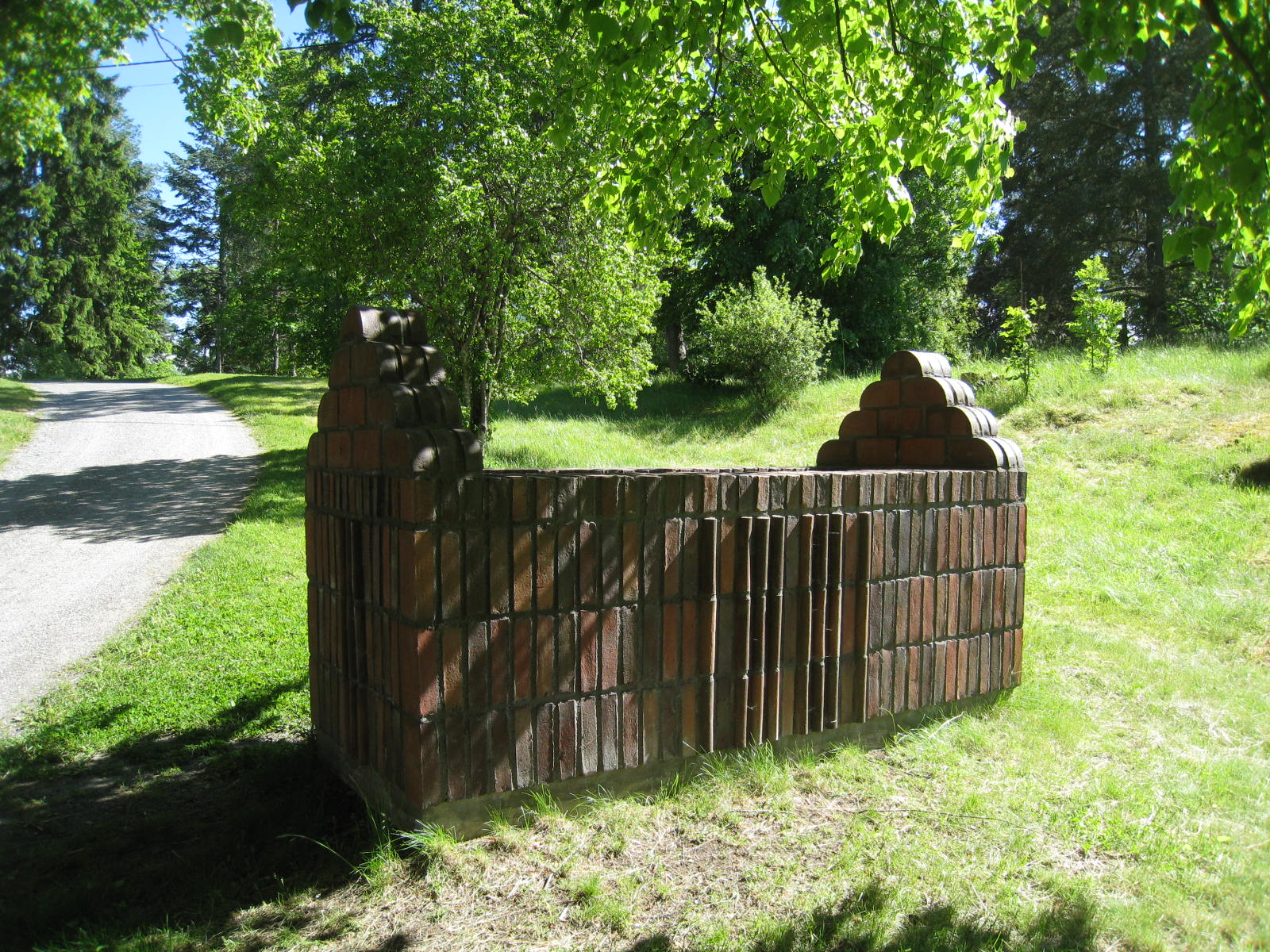
Ulla Viotti, Bibliotek-Sarkofag (2008).
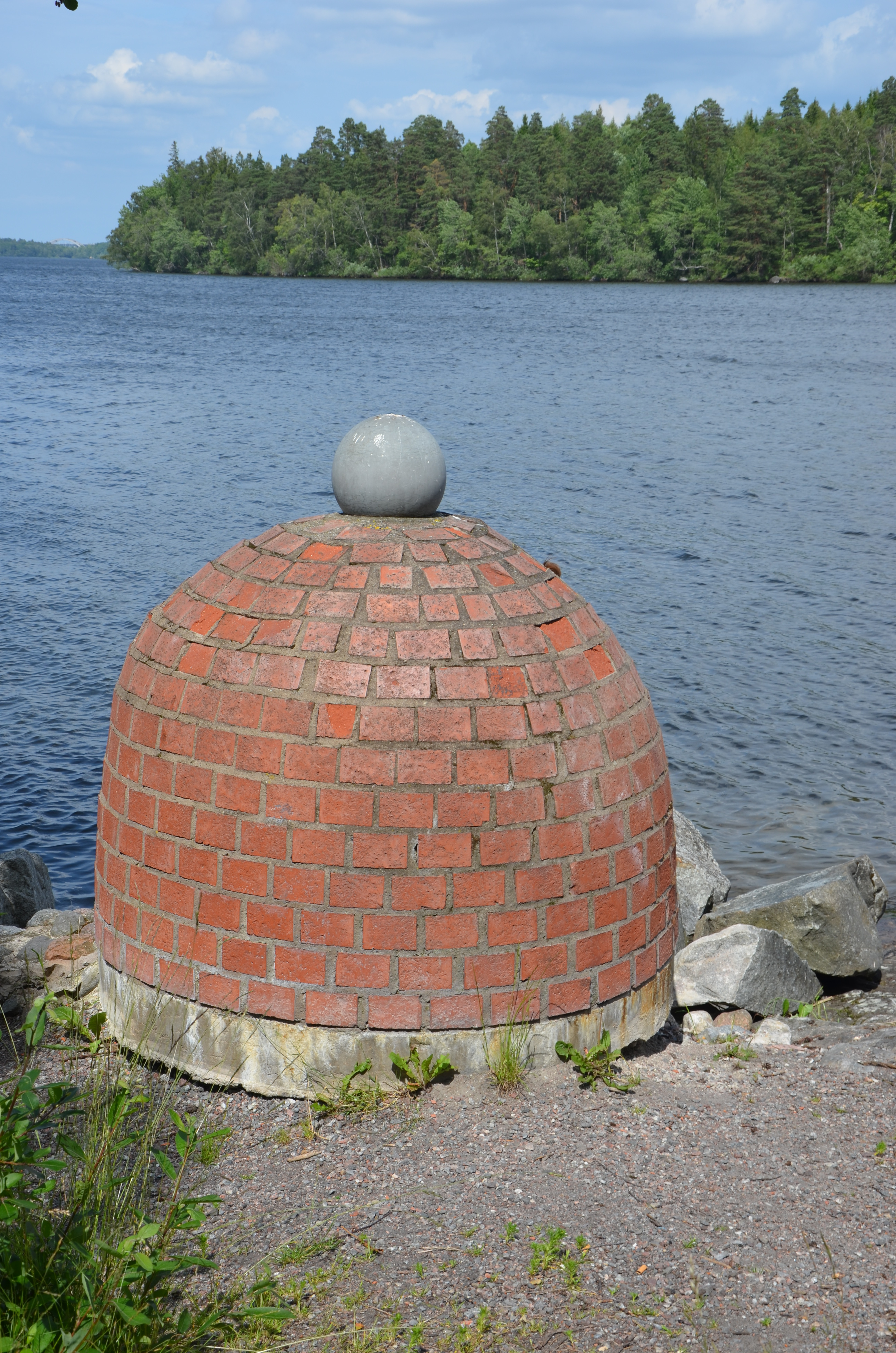
Sten Dunér, skulptur på udden, vid Löjtnantsklippan, vid Mälaren.
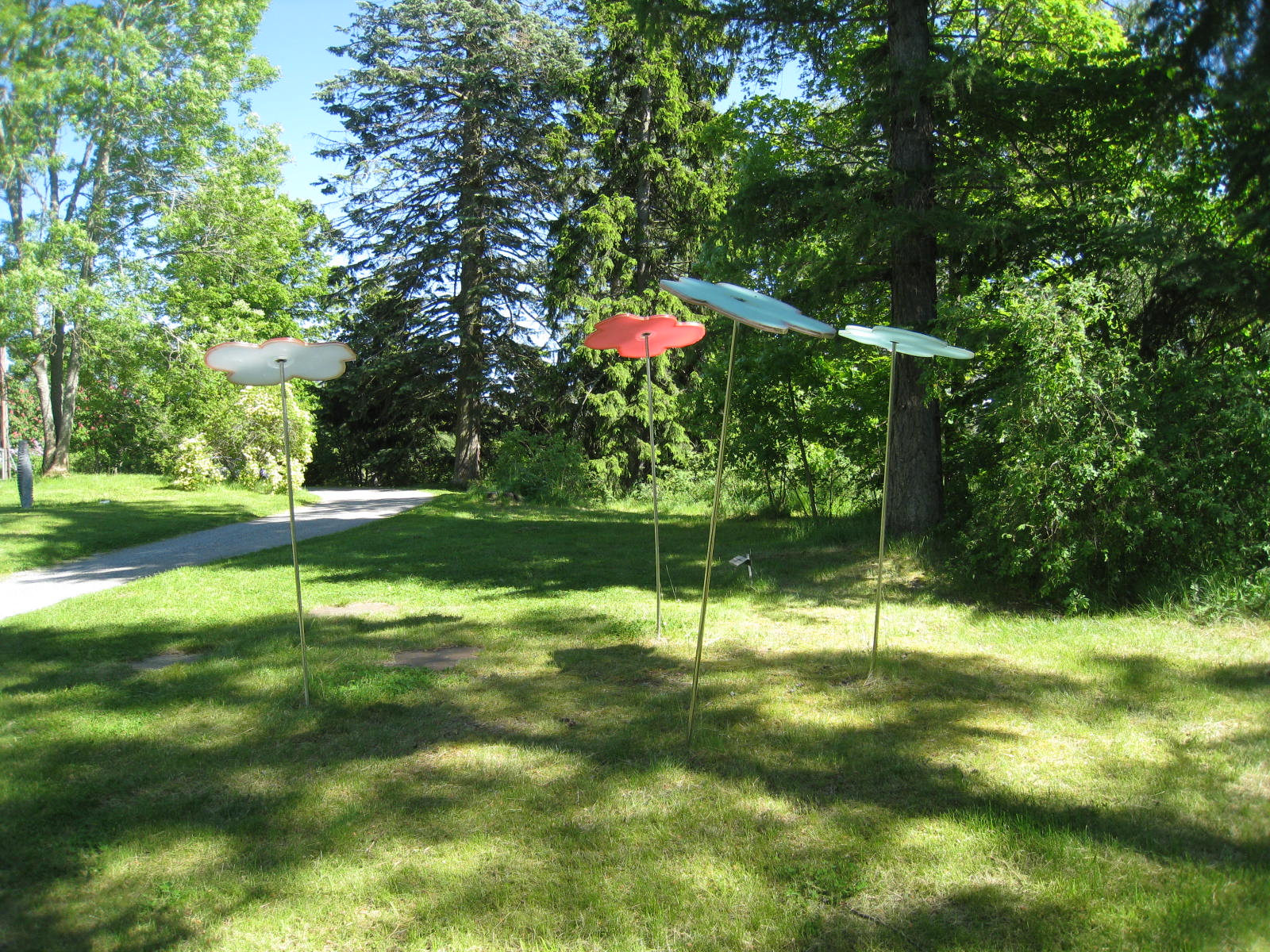
Simon Häggblom och Karin Lind, duon "Simka", Pupinupporna och abbotens lustar (2007).
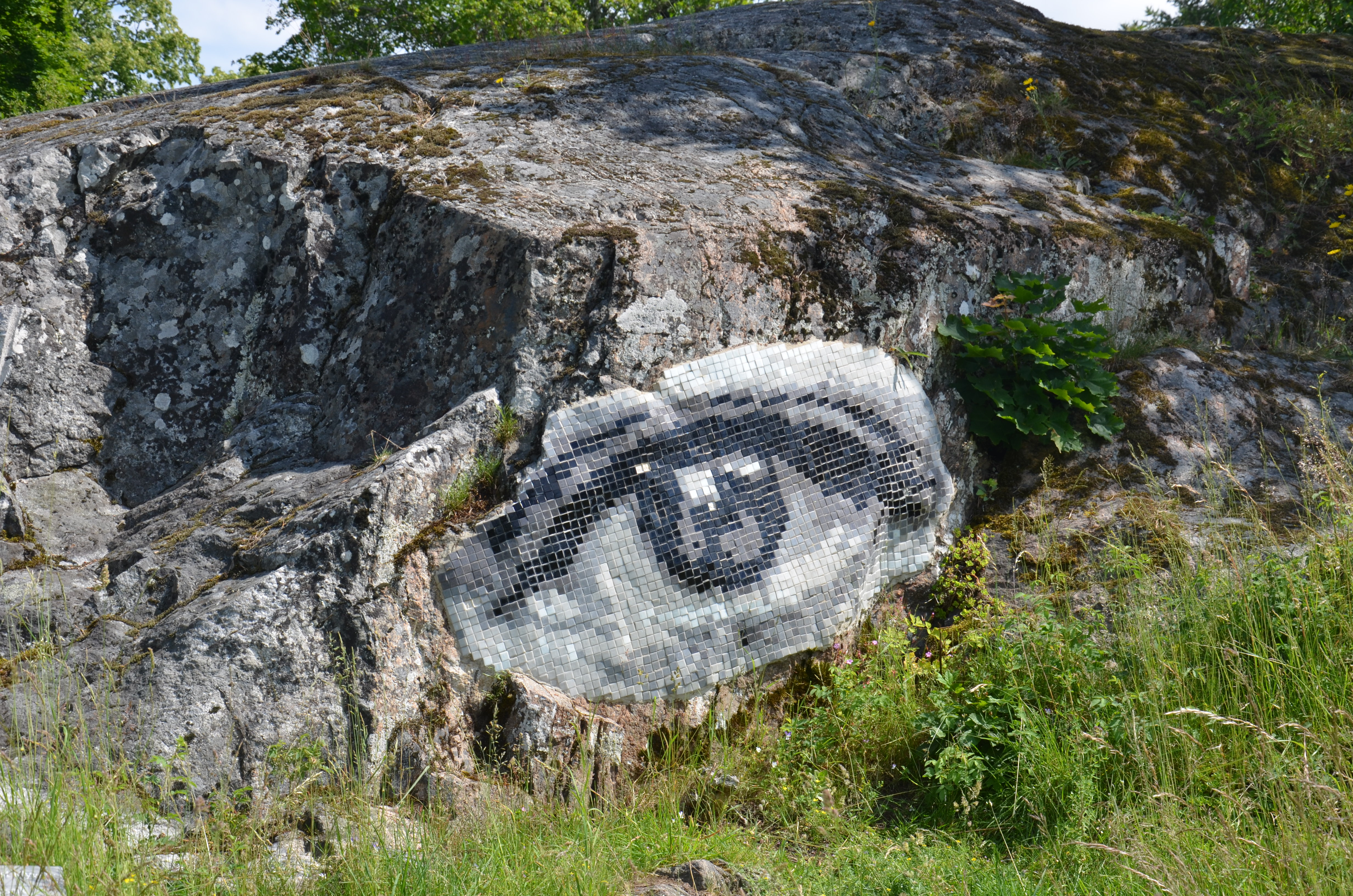
Maria Ängquist Klyvare, Ögat (2005).
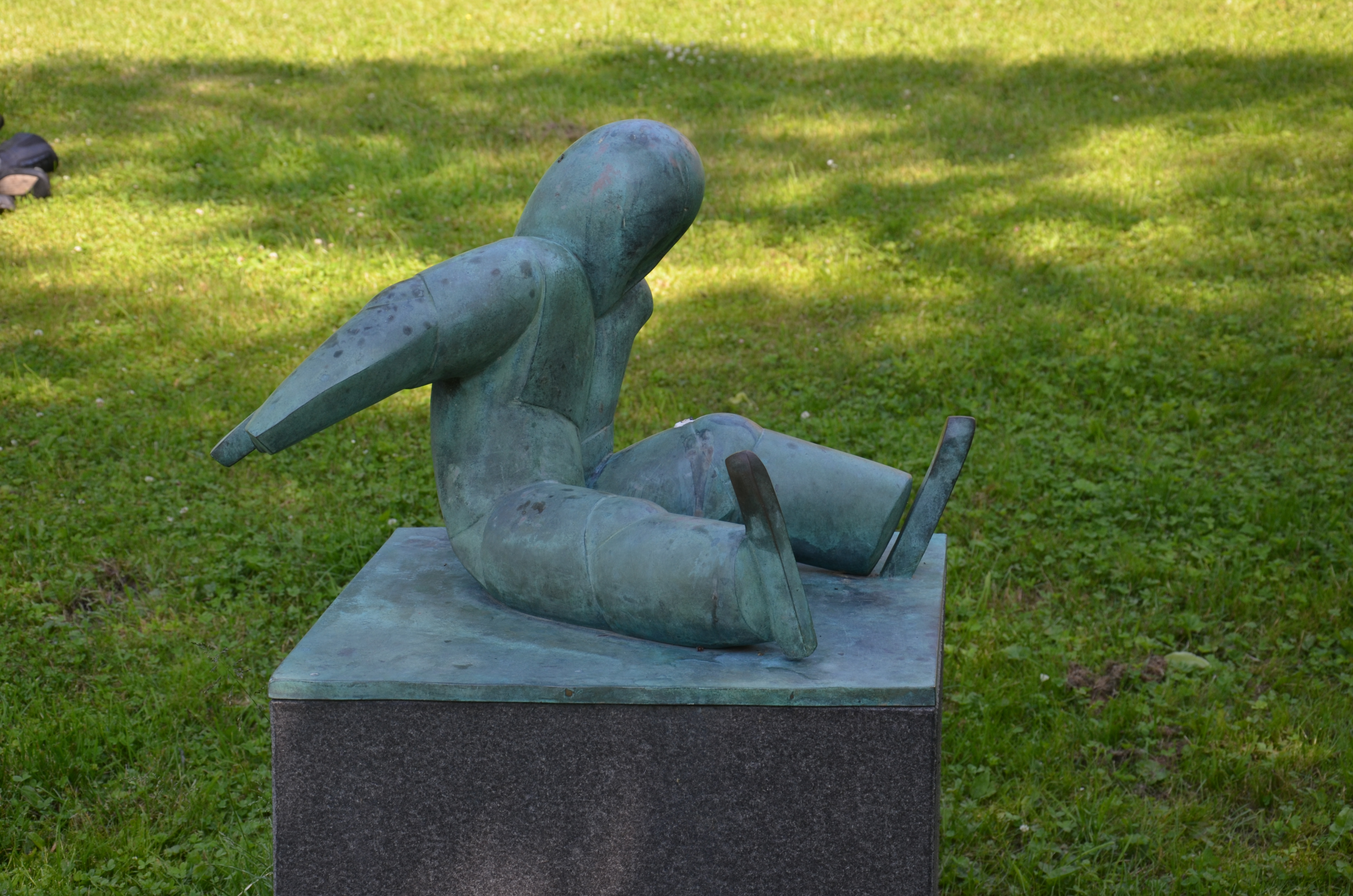
Britt-Ingrid Persson, På fruset vatten (2003).
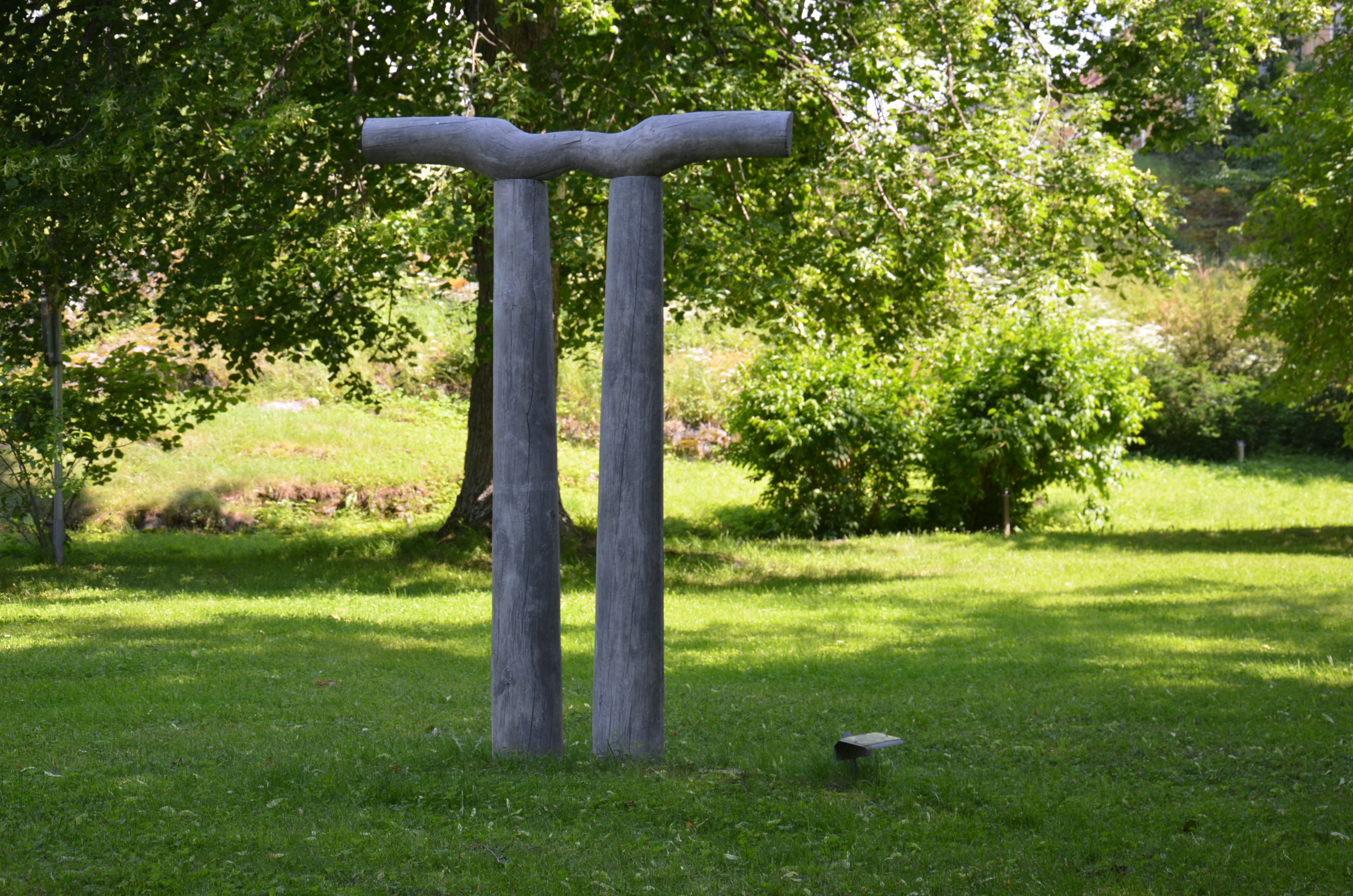
Hanns Karlewski, Torii (2001).
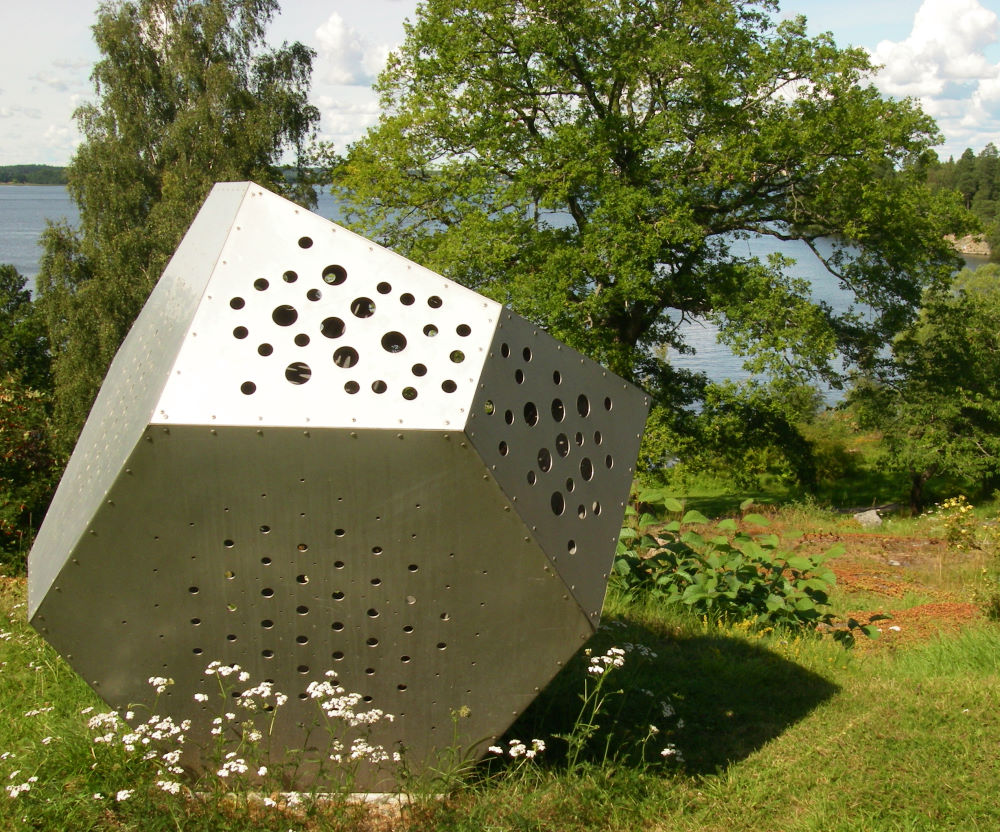
Marga Hage, Molekylär form (1999).
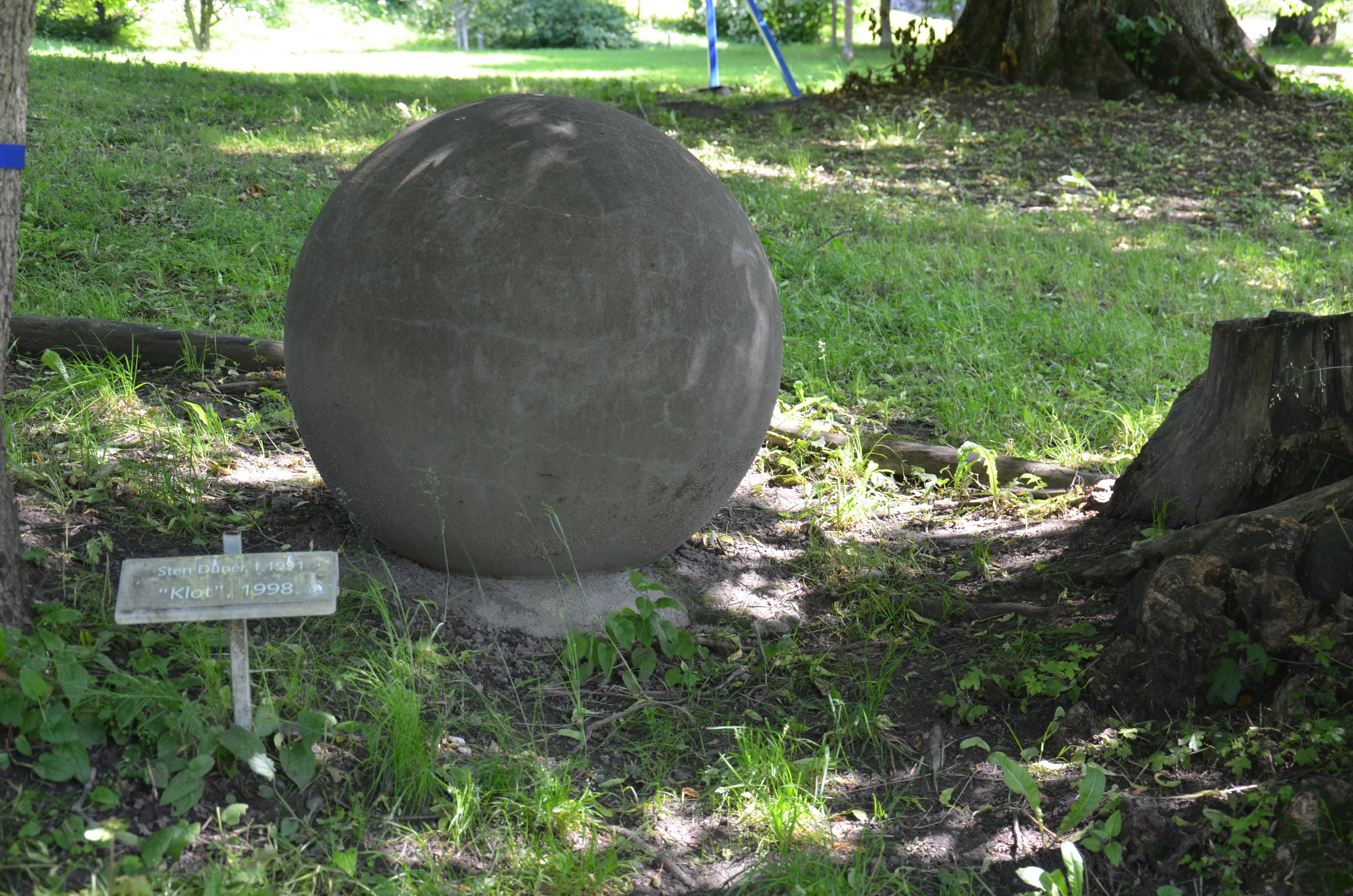
Sten Dunér, Klot (1998).
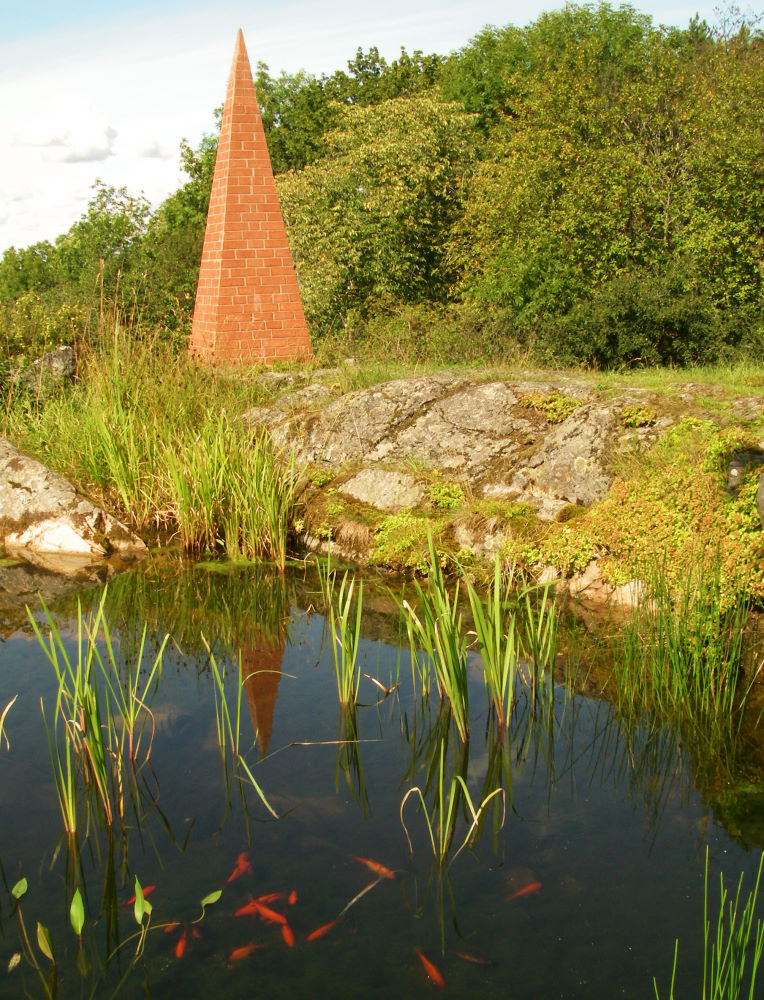
Sten Dunér, Monolit (1998).

### Bilder, sommarutställning 2015 i urval

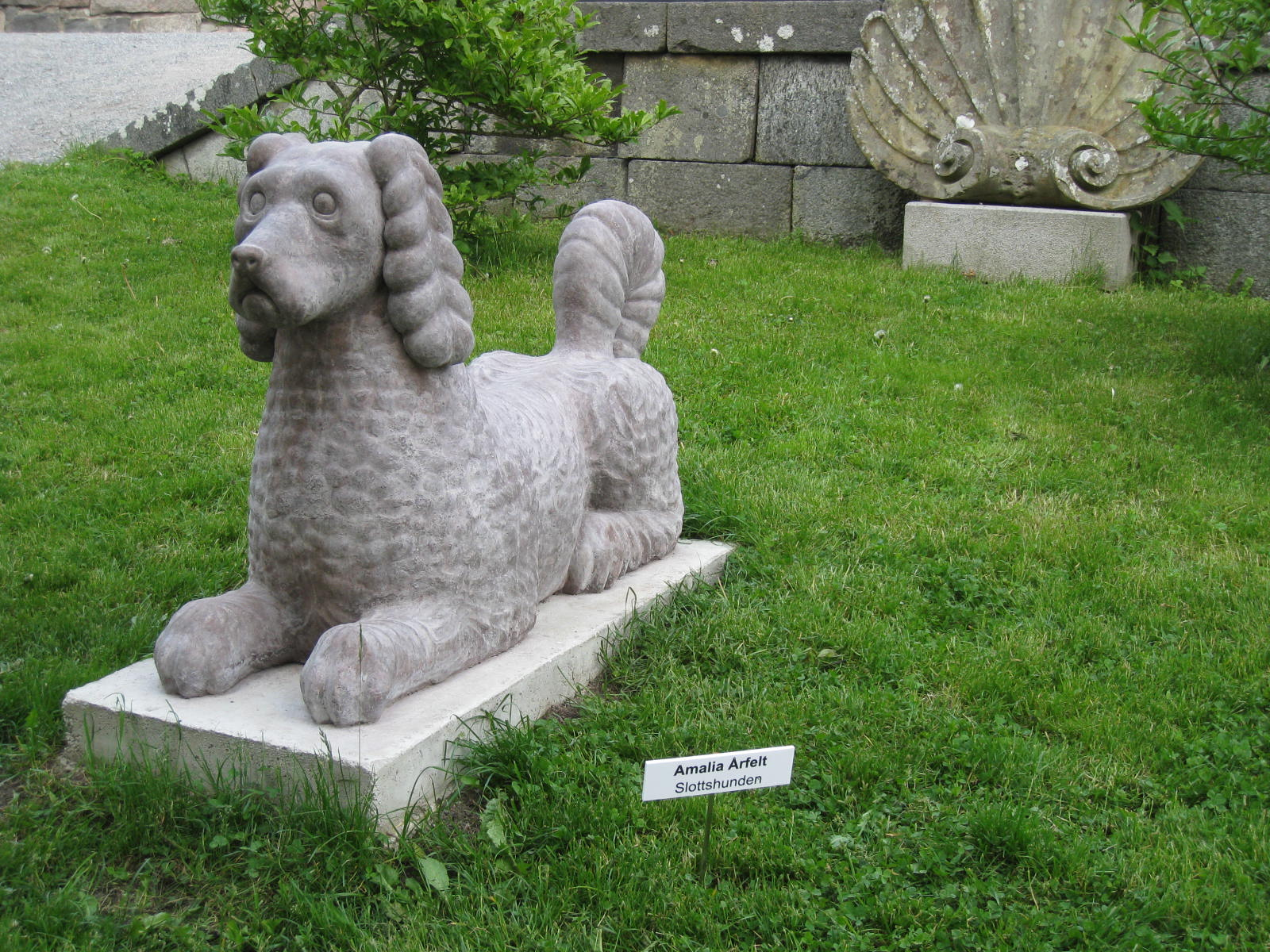
Birgitta Muhr, Slottshunden, framför stenmusslan vid Görvälns slott.
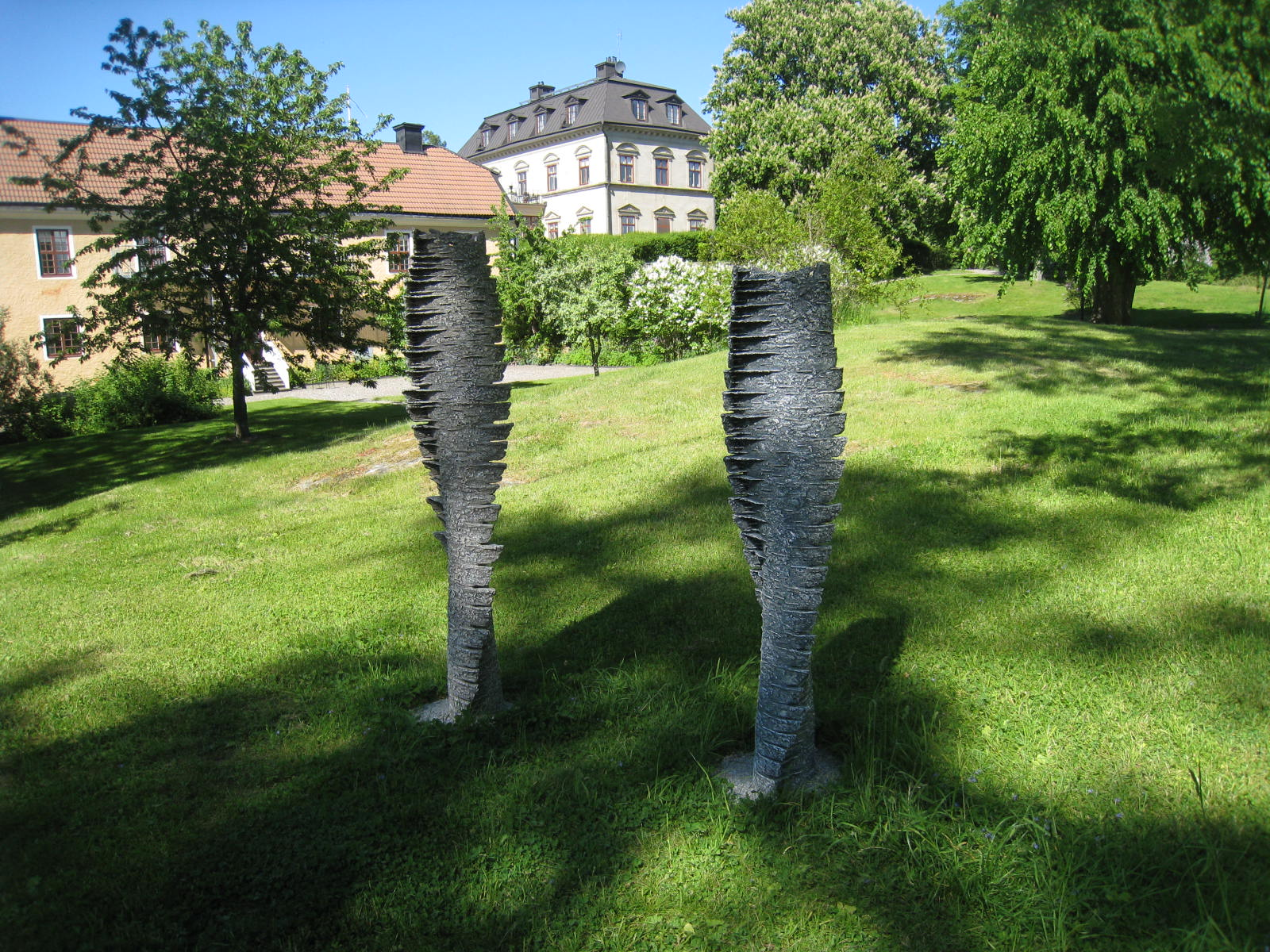
Edita Rydhag, Space in Time.
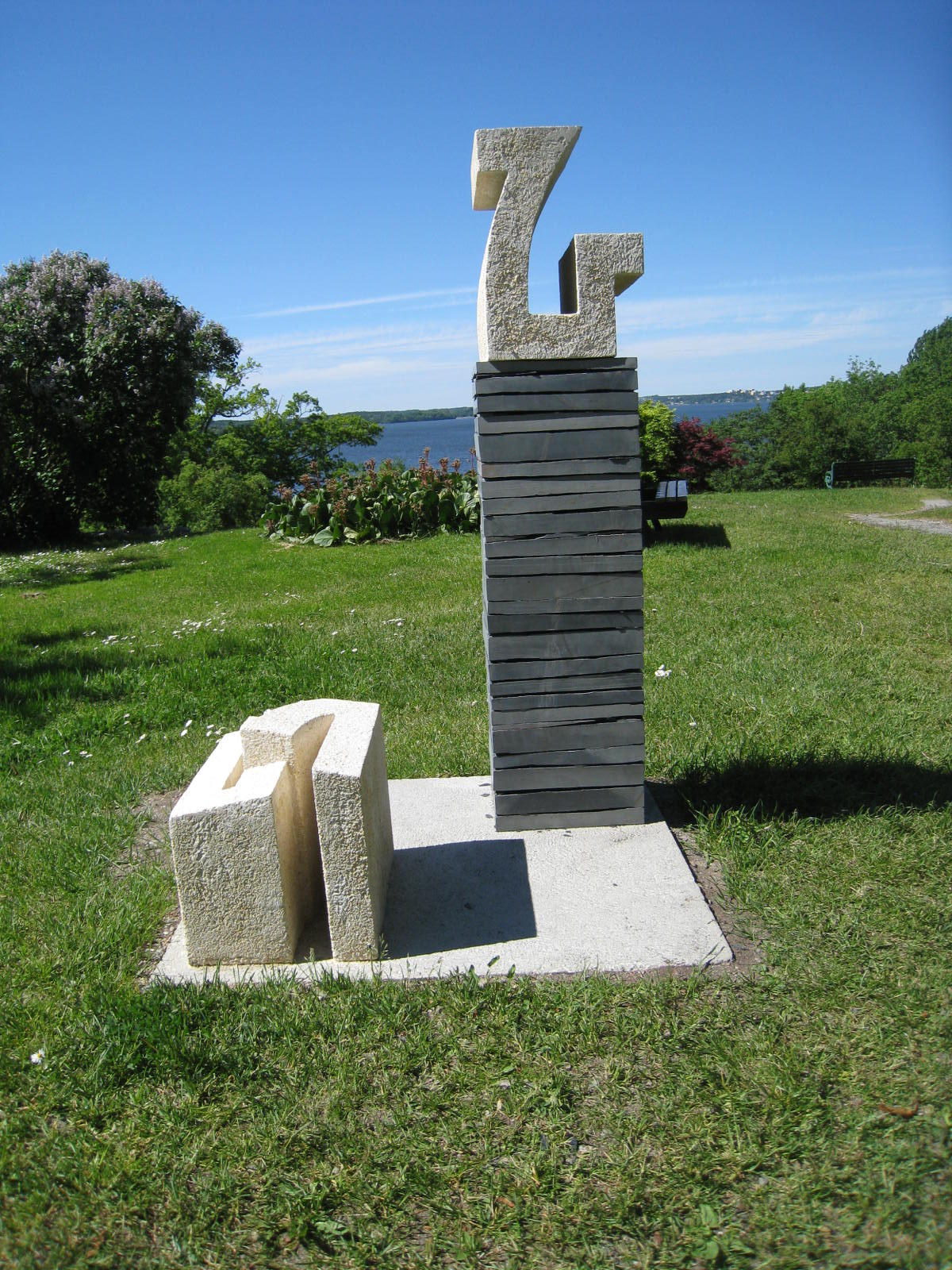
Iréne Vestman, Cipher.
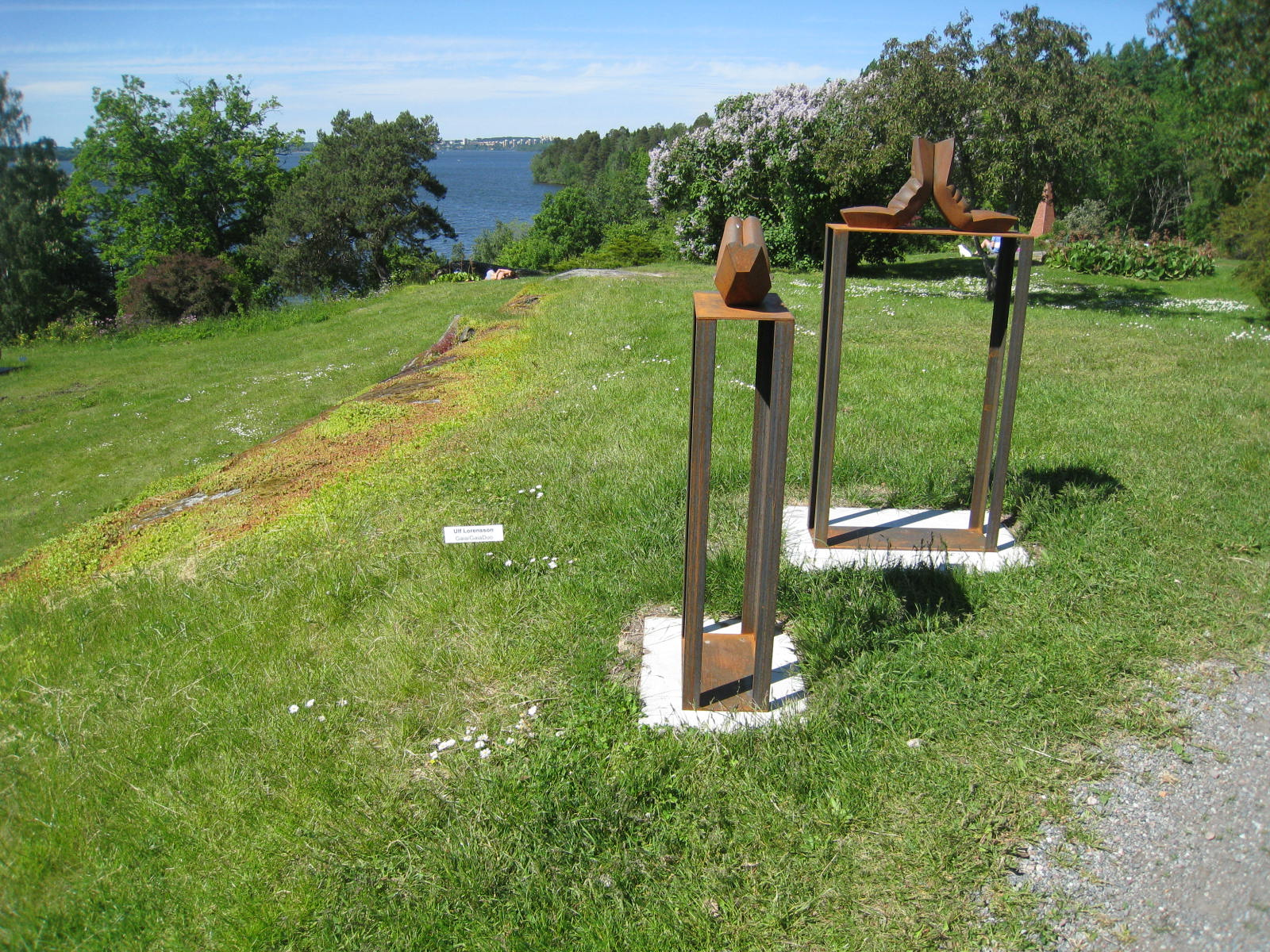
Ulf Lorensson, skulptur i Görvälns skulpturpark.

## Källa
- Järfälla kommun